# Перетворення Келі
Перетворення Келі — схожі результати в теорії матриць, комплексному аналізі та для самоспряжених операторів. Названі на честь англійського математика Артура Келі.

## Матриці
Перетворення Келі для квадратних матриць:
{\displaystyle \ A^{C}=(I-A)(I+A)^{-1}}
- перетворення Келі є інволюцією A = (Ac)c
- для дійсних матриць перетворює кососиметричну матрицю S (таку що, ST = −S) в ортогональну матрицю Q (таку що, QTQ = I), і навпаки.
- для комплексних матриць перетворює косоермітову матрицю S (таку що, S* = −S) в унітарну матрицю Q (таку що, Q*Q = I), і навпаки.

{\displaystyle \ Q=(I-S)(I+S)^{-1}}
{\displaystyle \ S=(I-Q)(I+Q)^{-1}}

### Приклади
В випадку 2×2, отримаємо
{\displaystyle {\begin{bmatrix}0&\tan {\frac {\theta }{2}}\\-\tan {\frac {\theta }{2}}&0\end{bmatrix}}\leftrightarrow {\begin{bmatrix}\cos \theta &-\sin \theta \\\sin \theta &\cos \theta \end{bmatrix}}.}
Матриця повороту на 180°, не входить, оскільки tan θ⁄2 прямує до нескінченності.
Для випадку 3×3, отримаємо
{\displaystyle {\begin{bmatrix}0&z&-y\\-z&0&x\\y&-x&0\end{bmatrix}}\leftrightarrow {\frac {1}{K}}{\begin{bmatrix}w^{2}+x^{2}-y^{2}-z^{2}&2(xy-wz)&2(wy+xz)\\2(xy+wz)&w^{2}-x^{2}+y^{2}-z^{2}&2(yz-wx)\\2(xz-wy)&2(wx+yz)&w^{2}-x^{2}-y^{2}+z^{2}\end{bmatrix}},\qquad K=w^{2}+x^{2}+y^{2}+z^{2},\quad w=1.}
Права частина це матриця повороту задану кватерніоном {\displaystyle \ w+x\mathbf {i} +y\mathbf {j} +z\mathbf {k} .}

## Конформні відображення

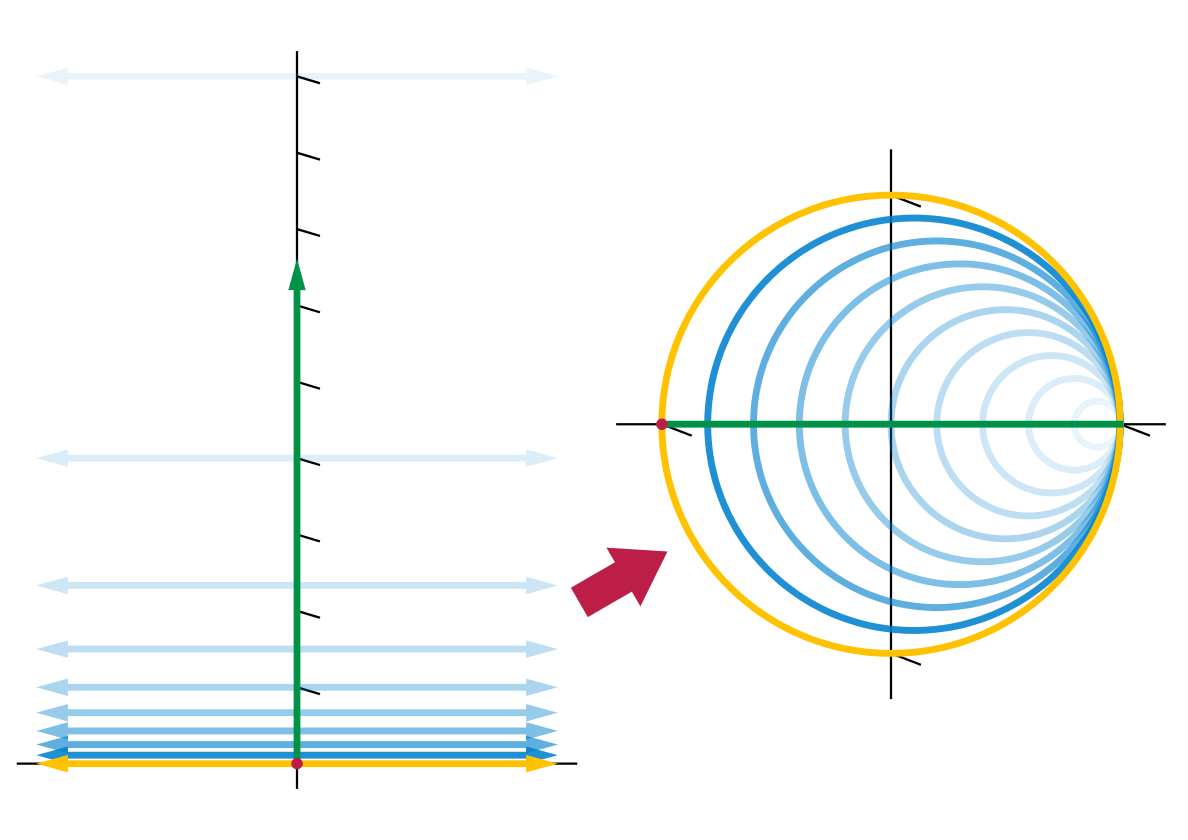
Перетворення Келі верхньої півплощини в одиничний круг

Перетворення Келі в комплексному аналізі це відображення комплексної площини в себе, заданої як
{\displaystyle \operatorname {W} \colon z\mapsto {\frac {z-\mathbf {i} }{z+\mathbf {i} }}}
Це відображення може бути розширене до автоморфізма Ріманової сфери.

## У Гільбертових просторах
{\displaystyle {\begin{aligned}U&{}=(A-\mathbf {i} I)(A+\mathbf {i} I)^{-1}\\A&{}=\mathbf {i} (I+U)(I-U)^{-1}\end{aligned}}}
...